# O Aprendiz (1.ª temporada)
O Aprendiz foi a primeira temporada da série de reality show brasileira de negócios de mesmo nome, nos moldes de The Apprentice, programa de sucesso nos Estados Unidos. Exibido pela Rede Record e pelo canal de televisão a cabo People + Arts em 2004, a atração retratou uma competição entre 16 candidatos por um cargo em umas das empresas do Grupo Newcomm, propriedade do apresentador do programa, o publicitário Roberto Justus. Com a ajuda dos conselheiros Isabel Cristina Arias, diretora de recursos humanos do Grupo Newcomm, e José Tolovi Junior, presidente da Great Place to Work no Brasil, Justus demitia um candidato a cada episódio, com o objetivo de contratar o participante com o melhor desempenho.
A vencedora foi a gerente de criação e eventos Vivianne Ventura Brafmann, escolhida para trabalhar na divisão de novos negócios da agência de marketing direto Wunderman. Posteriormente, Vivianne passou a fazer parte da agência Young & Rubicam, onde trabalhou até 2018.
Após o fim da edição, Justus ainda contratou Elise Passamani e Heloisa Mattos Pereira Guimarães, candidatas demitidas durante o programa, para atuar na mesma agência. Passamani ingressou na Young & Rubicam pouco tempo depois da final do programa para atuar como na área de recursos humanos sob a tutela de Isabel Arias, permanecendo na agência por quase 15 anos. Guimarães, por sua vez, foi coordenadora de novos negócios da Young & Rubicam.
Em 2013, o candidato Ronaldo Gasparian foi convidado para participar de Aprendiz - O Retorno, compondo o elenco com outros participantes de temporadas diversas. Gasparian foi demitido no terceiro episódio da edição.

## Candidatos
Os 16 candidatos desta edição foram escolhidos entre quase 30 mil inscritos. Os requisitos básicos para ingressar no elenco incluíam formação superior e conhecimento de um segundo idioma. Estes participantes se dividiram em duas equipes e as formações originais destas foram definidas pelo sexo dos participantes. A equipe feminina escolheu o nome Solidéz, enquanto a equipe masculina optou por Ginga Brasil.
| Candidato (a)                     | Ocupação                                                | Equipe original | Idade | Origem         | Resultado                             |
| --------------------------------- | ------------------------------------------------------- | --------------- | ----- | -------------- | ------------------------------------- |
| Vivianne Ventura Brafmann         | Produtora de eventos teatrais                           | Solidéz         | 27    | São Paulo      | Contratada (23–12–2004)               |
| Denis Peres da Silva              | Empresário                                              | Ginga Brasil    | 28    | São Paulo      | Finalista (23–12–2004)                |
| Marcelo Menezes Costa             | Consultor em gestão empresarial e engenharia financeira | Ginga Brasil    | 31    | Recife         | Demitido no episódio 13¹ (21–12–2004) |
| Ronaldo Gasparian                 | DJ e empresário                                         | Ginga Brasil    | 36    | São Paulo      | Demitido no episódio 13¹ (21–12–2004) |
| Toni Ricardo Doemoendi            | Publicitário                                            | Ginga Brasil    | 34    | São Paulo      | Demitido no episódio 12 (16–12–2004)  |
| Simone Ostete                     | Empresária                                              | Solidéz         | 33    | São Paulo      | Demitida no episódio 11 (14–12–2004)  |
| Flávio Nogueira de Mello Oliveira | Empresário de turismo                                   | Ginga Brasil    | 34    | São Paulo      | Demitido no episódio 10 (07–12–2004)  |
| Ailana Gomes Vilela               | Administradora de empresas / Assistente de exportação   | Solidéz         | 25    | Belo Horizonte | Demitida no episódio 9 (02–12–2004)   |
| Elise Borges Passamani            | Empresária                                              | Solidéz         | 24    | Goiânia        | Demitida no episódio 8 (30–11–2004)   |
| Luiz Suplicy Júnior               | Executivo de comércio exterior                          | Ginga Brasil    | 32    | São Paulo      | Demitido no episódio 7 (25–11–2004)   |
| Heloisa Mattos Pereira Guimarães  | Produtora de eventos                                    | Solidéz         | 34    | São Paulo      | Demitida no episódio 6 (23–11–2004)   |
| Regina Lunkes Diehl               | Jornalista e escritora                                  | Solidéz         | 35    | Porto Alegre   | Desistente no episódio 5 (18–11–2004) |
| Rodrigo Postigo Roz               | Gerente de promoção e eventos                           | Ginga Brasil    | 23    | São Paulo      | Demitido no episódio 4 (16–11–2004)   |
| Márcio Augusto                    | Executivo de marketing                                  | Ginga Brasil    | 32    | São Paulo      | Demitido no episódio 3 (11–11–2004)   |
| Cintia Nunes Bragato              | Publicitária                                            | Solidéz         | 28    | São Paulo      | Demitida no episódio 2 (09–11–2004)   |
| Célia Irulegui                    | Editora                                                 | Solidéz         | 35    | São Paulo      | Demitida no episódio 1 (04–11–2004)   |

Nota 1: Justus demitiu dois candidatos no episódio 13. Ronaldo foi demitido primeiro.

## Episódios

### Episódio 1 (04–11–2004)
- Objetivo da tarefa: Venda de flores pelas ruas de São Paulo.
- Líder do Grupo Solidéz: Célia
- Líder do Grupo Ginga Brasil: Luiz
- Grupo vencedor: Ginga Brasil
  - Prêmio: Almoço em um bistrô com Justus.
- Grupo perdedor: Solidéz
  - Motivo da derrota: Lucro inferior ao do outro grupo e utilização de flores de plástico ao invés de flores naturais.
  - Indicadas para a Sala de Reunião: Célia, Cintia e Heloisa
- Demitida: Célia, por não conseguir manter sua equipe unida e por não trazer Regina para a Sala de Reunião (ela foi a autora da ideia de utilizar flores de plástico).

### Episódio 2 (09–11–2004)
- Objetivo da tarefa: Criação de uma campanha publicitária para a Global Táxi Aéreo.
- Líder do Grupo Solidéz: Regina
- Líder do Grupo Ginga Brasil: Márcio
- Grupo vencedor: Ginga Brasil
  - Prêmio: Passeio de iate.
- Grupo perdedor: Solidéz
  - Motivo da derrota: O comercial apresentado pelo grupo não demonstrava os benefícios do produto.
  - Indicadas para a Sala de Reunião: Regina, Cintia e Vivianne
- Demitida: Cintia, por apresentar menor potencial do que as outras indicadas.

### Episódio 3 (11–11–2004)
- Objetivo da tarefa: Compra de produtos pelo menor preço possível.
- Líder do Grupo Solidéz: Elise
- Líder do Grupo Ginga Brasil: Denis
- Grupo vencedor: Solidéz
  - Prêmio: Jantar e show exclusivo do cantor Cláudio Zoli no City Hall.
- Grupo perdedor: Ginga Brasil
  - Motivo da derrota: Gasto maior nas compras. O grupo Solidéz teve uma economia de 25,2% contra 8,7% do Ginga Brasil.
  - Indicados para a Sala de Reunião: Denis, Luiz e Márcio
- Demitido: Márcio, por não se defender de forma eficaz na Sala de Reunião.

### Episódio 4 (16–11–2004)
- Objetivo da tarefa: Incrementar as vendas de guichês da Ferrari situados no Salão do Automóvel.
- Líder do Grupo Solidéz: Simone
- Líder do Grupo Ginga Brasil: Rodrigo
- Grupo vencedor: Solidéz
  - Prêmio: Test drive de carros com o piloto Chico Serra numa pista de offroad.
- Grupo perdedor: Ginga Brasil
  - Motivo da derrota: O grupo uilizou panfletos de divulgação inadequados e escolheu um horário ruim para sorteio de brindes.
  - Indicados para a Sala de Reunião: Rodrigo, Toni e Ronaldo
- Demitido: Rodrigo, pelas tomadas de decisão que culminaram na derrota da equipe.
- Observações:
  - O grupo Ginga Brasil teve uma queda de 41% nas vendas ao invés de um aumento. A Solidéz conseguiu um aumento de 13%.

### Episódio 5 (18–11–2004)
- Reestruturação de equipes: Justus solicitou a Luiz e Regina, os primeiros líderes de suas equipes ainda no programa, que escolhessem novas equipes, com 3 homens e 3 mulheres em cada uma. Regina escolheu Marcelo, Toni, Ailana, Simone e Flávio. Luiz escolheu Vivianne, Denis, Heloisa, Ronaldo e Elise.
- Objetivo da tarefa: Aumentar as vendas de dois restaurantes em dois pontos de São Paulo.
- Líder do Grupo Solidéz: Flávio
- Líder do Grupo Ginga Brasil: Ronaldo
- Desistente: Regina. Ela precisou fazer uma cirurgia de emergência e teve que desistir do programa por causa disso.
- Grupo vencedor: Ginga Brasil
  - Prêmio: Visita ao spa Akron.
- Demitido: Ninguém. Como o grupo já havia perdido um integrante com a saída de Regina e se mostrou abalado com o fato, Justus decidiu poupar os outros candidatos.
- Observações:
  - Este foi o primeiro episódio da história do programa em que uma derrota não culminou em uma demissão oficial, mesmo com a saída de Regina.

### Episódio 6 (23–11–2004)
- Objetivo da tarefa: Compra, melhoria e revenda de produtos com o maior lucro possível através de estande de vendas.
- Líder do Grupo Solidéz: Ailana
- Líder do Grupo Ginga Brasil: Heloisa
- Grupo vencedor: Solidéz
  - Prêmio: Viagem para Buenos Aires.
- Grupo perdedor: Ginga Brasil
  - Motivo da derrota: O grupo teve prejuízo nas revendas por não escolher o produto e a estratégia adequados.
  - Indicados para a Sala de Reunião: Heloisa, Luiz e Ronaldo
- Demitida: Heloisa, por não apresentar as características desejadas ao cargo.

### Episódio 7 (25–11–2004)
- Objetivo da tarefa: Criação de estratégias para aumentar as vendas de postos de gasolina.
- Líder do Grupo Solidéz: Marcelo
- Líder do Grupo Ginga Brasil: Vivianne
- Grupo vencedor: Solidéz
  - Prêmio: Estadia em um hotel em Campos do Jordão.
- Grupo perdedor: Ginga Brasil
  - Motivo da derrota: Falta de criatividade e planejamento.
  - Indicados para a Sala de Reunião: Vivianne, Luiz e Elise
- Demitido: Luiz, pelo seu excesso de conflitos com outros participantes e erros cometidos durante o programa.

### Episódio 8 (30–11–2004)
- Objetivo da tarefa: Investir um milhão de reais fícticios na bolsa de valores e dobrar esta quantia.
- Líder do Grupo Solidéz: Toni
- Líder do Grupo Ginga Brasil: Denis
- Grupo vencedor: Solidéz
  - Prêmio: Conhecer pessoalmente Donald Trump e suas empresas.
- Grupo perdedor: Ginga Brasil
  - Motivo da derrota: Atraso nos relatórios e ideias inadequadas.
  - Indicados para a Sala de Reunião: Denis, Ronaldo e Elise
- Demitida: Elise, pelo atraso no envio de relatórios e falta de experiência.

### Episódio 9 (02–12–2004)
- Reestruturação de equipes: Justus pediu que Toni escolhesse alguém de sua equipe para ir para a Ginga Brasil. Ailana foi a escolhida.
- Objetivo da tarefa: Criar uma ação promocional para a Vivo no programa Note e Anote da Rede Record.
- Líder do Grupo Solidéz: Marcelo
- Líder do Grupo Ginga Brasil: Ronaldo
- Grupo vencedor: Solidéz
  - Prêmio: Viagem para o Rio de Janeiro.
- Grupo perdedor: Ginga Brasil
  - Motivo da derrota: Apesar da campanha da Ginga Brasil ter sido melhor, a equipe vendeu uma quantidade inferior que a Solidéz.
  - Indicados para a Sala de Reunião: Ronaldo, Denis e Ailana
- Demitida: Ailana, por não se destacar no seu grupo e ter perdido o brilho durante o processo.

### Episódio 10 (07–12–2004)
- Objetivo da tarefa: Decoração de um home office, buscando unir sofisticação com funcionalidade.
- Líder do Grupo Solidéz: Simone
- Líder do Grupo Ginga Brasil: Denis
- Grupo vencedor: Ginga Brasil
  - Prêmio: Estadia em spa e bate–papos com Paulo Henrique Amorim e Mauricio de Souza. Os participantes também foram presentados com um relógio e uma cesta de produtos estéticos.
- Grupo perdedor: Solidéz
  - Motivo da derrota: A equipe fugiu do briefing e entregou um apartamento com espaço de escritório ao invés de um home office.
  - Indicados para a Sala de Reunião: Simone, Flávio e Toni
- Demitido: Flávio, principalmente pela indicação errônea dos participantes que o acompanhariam na Sala de Reunião do episódio 5.

### Episódio 11 (14–12–2004)
- Objetivo da tarefa: Testes de avaliação de alto nível na Business School São Paulo.
- Líder do Grupo Solidéz: Toni
- Líder do Grupo Ginga Brasil: Vivianne
- Grupo vencedor: Ginga Brasil
  - Prêmio: Visita exclusiva a uma parque de diversões a céu aberto.
- Grupo perdedor: Solidéz
  - Motivo da derrota: Placar inferior no término da tarefa.
  - Indicados para a Sala de Reunião: Toni e Simone
- Demitida: Simone, por ter sido responsável pelo erro mais crítico da equipe na tarefa.

### Episódio 12 (16–12–2004)
- Objetivo da tarefa: Organização de dois eventos ligados a um torneio de golfe na Costa do Sauípe.
- Líder do Grupo Solidéz: Marcelo
- Líder do Grupo Ginga Brasil: Ronaldo
- Grupo vencedor: Ginga Brasil
  - Prêmio: Viagem para Nova Iorque e visita à Wunderman Worldwide.
- Grupo perdedor: Solidéz
  - Motivo da derrota: Apesar de ter executado bem a tarefa, a Solidéz teve seu evento avaliado como inferior na opinião dos participantes.
  - Indicados para a Sala de Reunião: Marcelo e Toni
- Demitido: Toni, por ter um perfil profissional menos completo que o de Marcelo.
- Observações:
  - Entre os episódios 11 e 12, foi exibido um episódio especial comentando o andamento da competição.

### Episódio 13 (21–12–2004)
- Objetivo da tarefa: Processo de entrevista com executivos escolhidos por Justus.
- Demitidos: Ronaldo, por pretender conciliar o emprego proposto pelo programa com seu próprio negócio, e Marcelo, por recomendação dos executivos.
- Tarefa final: Organização completa de eventos beneficentes.
- Formação de equipes finais: O grupo de Vivianne foi composto por Ailana, Flávio e Toni. Denis escolheu Marcelo, Simone e Ronaldo.
- Observação:
  - Esta foi a primeira demissão dupla da história do programa.

### Episódio final (23–12–2004)
- Resultado da tarefa: Os dois candidatos executaram bem os eventos, mas a arrecadação do evento de Vivianne foi superior em 45% e a fez vencer a tarefa.
- Contratada: Vivianne, pela energia, brilho e garra aplicados durante o processo seletivo, de acordo com Justus.
- Demitido: Denis, que apesar de mais preparado tecnicamente, pecava por falta de carisma em comparação a Vivianne.

## Resultados
| Candidato (a)                     | Equipe       | Equipe       | Equipe       | Resultado                | Recorde como líder                                        |
| Candidato (a)                     | Episódio 1   | Episódio 5   | Episódio 9   | Resultado                | Recorde como líder                                        |
| --------------------------------- | ------------ | ------------ | ------------ | ------------------------ | --------------------------------------------------------- |
| Vivianne Ventura Brafmann         | Solidéz      | Ginga Brasil | Ginga Brasil | Contratada               | 1–1 (vitória no episódio 11, derrota no episódio 7)       |
| Denis Peres da Silva              | Ginga Brasil | Ginga Brasil | Ginga Brasil | Demitido na Final        | 1–2 (vitória no episódio 10, derrota nos episódios 3 e 8) |
| Marcelo Menezes Costa             | Ginga Brasil | Solidéz      | Solidéz      | Demitido no episódio 13  | 2–1 (vitória nos episódios 7 e 9, derrota no episódio 12) |
| Ronaldo Gasparian                 | Ginga Brasil | Ginga Brasil | Ginga Brasil | Demitido no episódio 13  | 2–1 (vitória nos episódios 5 e 12, derrota no episódio 9) |
| Toni Ricardo Doemoendi            | Ginga Brasil | Solidéz      | Solidéz      | Demitido no episódio 12  | 1–1 (vitória no episódio 8, derrota no episódio 11)       |
| Simone Ostete                     | Solidéz      | Solidéz      | Solidéz      | Demitida no episódio 11  | 1–1 (vitória no episódio 4, derrota no episódio 10)       |
| Flávio Nogueira de Mello Oliveira | Ginga Brasil | Solidéz      | Solidéz      | Demitido no episódio 10  | 0–1 (derrota no episódio 5)                               |
| Ailana Gomes Vilela               | Solidéz      | Solidéz      | Ginga Brasil | Demitida no episódio 9   | 1–0 (vitória no episódio 6)                               |
| Elise Borges Passamani            | Solidéz      | Ginga Brasil |              | Demitida no episódio 8   | 1–0 (vitória no episódio 3)                               |
| Luiz Suplicy Júnior               | Ginga Brasil | Ginga Brasil |              | Demitido no episódio 7   | 1–0 (vitória no episódio 1)                               |
| Heloisa Mattos Pereira Guimarães  | Solidéz      | Ginga Brasil |              | Demitida no episódio 6   | 0–1 (derrota no episódio 6)                               |
| Regina Lunkes Diehl               | Solidéz      | Solidéz      |              | Desistente no episódio 5 | 0–1 (derrota no episódio 2)                               |
| Rodrigo Postigo Roz               | Ginga Brasil |              |              | Demitido no episódio 4   | 0–1 (derrota no episódio 4)                               |
| Márcio Augusto                    | Ginga Brasil |              |              | Demitido no episódio 3   | 1–0 (vitória no episódio 2)                               |
| Cintia Nunes Bragato              | Solidéz      |              |              | Demitida no episódio 2   |                                                           |
| Célia Irulegui                    | Solidéz      |              |              | Demitida no episódio 1   | 0–1 (derrota no episódio 1)                               |